# Soller (Bad Münstereifel)
Soller ist ein Stadtteil von Bad Münstereifel im Kreis Euskirchen, Nordrhein-Westfalen und gehört zur Dörfergemeinschaft und ehemals eigenständigen Gemeinde Mutscheid.

## Lage
Der Ort liegt etwa 14 km südöstlich der Altstadt von Bad Münstereifel. Durch den Ort verläuft die Kreisstraße 50.

## Geschichte

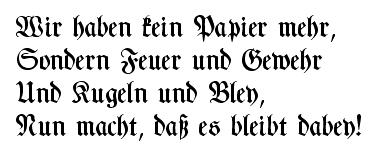
Schlussverse aus dem dritten Brandbrief des Räubers Johann Müller aus Schönau

Während der Franzosenzeit um 1800 litt Soller unter den Streichen des berüchtigten Räubers Johann Müller aus Schönau. Als der Ortsvorsteher von Soller nach einem Anschlag auf das benachbarte Esch Nachtwachen aufstellte, forderte Müller in einem Brandbrief die Rücknahme der Maßnahme und drohte damit, beide Orte niederzubrennen. Nachdem er in Soller ein Backhaus anzündete und einen weiteren Erpresserbrief schrieb, ließen sich die beiden Gemeinden tatsächlich auf Unterhandlungen mit Müller ein und boten ihm ein Schutzgeld.
Soller gehörte zur eigenständigen Gemeinde Mutscheid, bis diese am 1. Juli 1969 nach Bad Münstereifel eingemeindet wurde.

## Kapelle St. Johannes
In Soller stand bis in die 1840er Jahre eine Kapelle, die wegen Baufälligkeit niedergelegt werden musste. 1953 begannen an anderer Stelle die Bauarbeiten für eine neue Kapelle, die 1956 dem heiligen Johannes geweiht wurde. Über viele Jahre zelebrierte hier der in Soller gebürtige und wohnhafte Monsignore Peter Lessenich regelmäßige Messfeiern. Der kleine Glockenturm beherbergt eine 20 kg schwere Glocke, von der weder das Gussjahr noch der Hersteller bekannt sind.

## Verkehr
Die VRS-Buslinie 819 der RVK verbindet den Ort mit Bad Münstereifel und weiteren Nachbarorten, überwiegend als TaxiBusPlus im Bedarfsverkehr.
| Linie | Verlauf |
| ----- | --- |
| 819   | MiKE (außer im Schülerverkehr): Bad Münstereifel Bf – Bad Münstereifel Eifelbad – Eicherscheid – Schönau – Mahlberg – Reckerscheid – Willerscheid – Soller – Hummerzheim – Odesheim – Hünkhoven – Rupperath |

Die Grundschulkinder werden zur katholischen Grundschule St. Helena nach Mutscheid gebracht.